# Mateja Šimic
Mateja Šimic (* 11. März 1980 in Ljubljana) ist eine ehemalige slowenische Triathletin und zweifache Olympiastarterin (2012, 2016).

## Werdegang
Mateja Šimic war als Jugendliche im Schwimmsport aktiv und kam später zum Triathlon.
2008 kam ihr Sohn  zur Welt.
2011 konnte sie zum zweiten Mal nach 2007 den Kalterer See Triathlon fü sich entscheiden.
Bei den Olympischen Sommerspielen 2012 in London belegte die damals 32-Jährige für Slowenien den 37. Rang.
Mateja Šimic wurde 2013 slowenische Meisterin Triathlon Kurzdistanz und sie konnte sich diesen Titel im Juni 2014 erneut sichern.
Sie startete im August 2016 bei den Olympischen Sommerspielen in Rio de Janeiro und belegte den 31. Rang. Sie erklärte, 2020 nicht mehr bei den Olympischen Sommerspielen starten zu wollen.
Seit 2016 tritt sie nicht mehr international in Erscheinung.
Mateja Šimic lebt in ihrem Geburtsort Ljubljana.

## Sportliche Erfolge
| Datum/Jahr    | Rang | Wettbewerb                           | Austragungsort | Zeit     | Bemerkung                                                               |
| ------------- | ---- | ------------------------------------ | -------------- | -------- | ----------------------------------------------------------------------- |
| 20. Aug. 2016 | 31   | Olympische Sommerspiele 2016         | Rio de Janeiro | 02:02:28 |                                                                         |
| 15. Juni 2014 | 3    | ITU Triathlon World Cup              | Santa Cruz     | 02:16:48 | hinter der Japanerin [[Ai Ueda]]                                        |
| 7. Juni 2014  | 1    | SLO Triathlon National Championships | Velenje        | 02:01:46 |                                                                         |
| 7. Juli 2013  | 1    | SLO Triathlon National Championships | Velenje        | 01:57:05 |                                                                         |
| 26. Aug. 2012 | 1    | ITU Triathlon European Cup           | Karlsbad       | 02:05:26 |                                                                         |
| 4. Aug. 2012  | 37   | Olympische Sommerspiele 2012         | London         | 02:05:35 |                                                                         |
| 7. Mai 2011   | 1    | Kalterer See Triathlon               | Kalterer See   |          | Olympische Distanz (1,5 km Schwimmen, 40 km Radfahren und 10 km Laufen) |
| 8. Mai 2010   | 2    | Kalterer See Triathlon               | Kalterer See   |          | Olympische Distanz                                                      |
| 2007          | 1    | Kalterer See Triathlon               | Kalterer See   |          | Olympische Distanz                                                      |

(DNF – Did Not Finish)